# Phytomyptera nigra
Phytomyptera nigra är en tvåvingeart som först beskrevs av Brooks 1945.  Phytomyptera nigra ingår i släktet Phytomyptera och familjen parasitflugor. Inga underarter finns listade i Catalogue of Life.